# Shelby Serhee Salvacion
Shelby Serhee Salvacion (* 6. Februar 1992 in San José, Kalifornien) ist eine philippinisch-US-amerikanische Fußballspielerin.

## Leben
Salvacion besuchte die Branham High School in San José, Kalifornien und ging im Herbst 2010 an die Sacramento State University.

## Karriere

### Vereine
Salvacion startete ihre aktive Karriere 2004 im Central Valley Avalanche des West Central Valley Soccer Clubs, bevor sie im Sommer 2007 sich dem MVLA Storm Team des Mountain View Los Altos Soccer anschloss. Nach zwei Jahren für die Storm’s wechselte sie in die Jugend Soccer-Academy ihres High-School-Trainers Albertin Montoya die Montoya Soccer Academy, wo sie bis zum Sommer 2010 spielen sollte. In ihrer Schulzeit spielte sie an der Branham High School für das Bruins Soccer Team. Im Herbst 2011 nach erfolgreichen High-School-Abschluss, ging sie an die Sacramento State University und steht in deren Hornets Women Soccer Team.

### Nationalmannschaft
Am 29. April 2013 wurde sie erstmals in die Philippinische Fußballnationalmannschaft der Frauen berufen, wo sie am 23. Mai 2013 gegen die Iranische Fußballnationalmannschaft der Frauen ihr Länderspieldebüt feierte.